# أليكس ميلر (سياسي أمريكي)
أليكس ميلر هو سياسي أمريكي، ولد في 11 أكتوبر 1922 في جونو في الولايات المتحدة، وتوفي في 29 يناير 1998 في أنكوريج في الولايات المتحدة.